# Триалетские петроглифы
Триалетские петроглифы (груз. თრიალეთის პეტროგლიფები) — доисторическая наскальная живопись в грузинской исторической области Триалетия, на территории Цалкского муниципалитета. Они датируются различными периодами, начиная от мезолита и заканчивая средним бронзовым веком. Петроглифы включают в себя геометрические, зооморфные и антропоморфные изображения. Триалетские петроглифы признаны памятником культурного наследия Грузии и являются частью культурного маршрута «По следам первобытного наскального искусства», обозначенного Советом Европы.
Триалетские петроглифы расположены примерно в 12 км к западу от города Цалка, в узком ущелье реки Авдрис-Цкали или Патара-Храми, правого притока реки Кция, на окраине села Гантиади (бывшая Тикилиса) в краю Квемо-Картли, в районе, исторически известном как Триалетия. Они было обнаружены в 1880-х годах и заново открыты после серии тщетных попыток их найти в 1976 году. Триалетские петроглифы представляют собой единственный образец доисторического наскального искусства такого типа, найденного на территории Грузии. Резьба в пещере Мгвимеви в Имеретии и в Агце в Абхазии ограничивается простыми геометрическими мотивами. Участок с триалетскими петроглифами находится под угрозой разрушения.

## Описание
К триалетским петроглифам относится около 100 изображений, сгруппированных на шести уровнях и вырезанных на 50-метровой плоской базальтовой поверхности. Животные являются наиболее распространёнными изображениями среди них и относятся к местной фауне: оленям, лошадям, горным козлам, птицам и рыбам. Кроме того, также представлены фантастические и гибридные существа. Изображения схематичны, животные представлены сбоку с акцентом на определённые элементы, такие как рога. В одной из сцен изображена самка оленя, кормящая своего детёныша. В других местах представлены животные, запутавшиеся в охотничьих сетях. К человеческим фигурам относятся охотники, вооружённые луками и стрелами, и миниатюрные по сравнению с животными (размером от 2,5 см до 18-20 см и преимущественно в 1-2 мм в ширину и глубину резьбы). Охотники изображены спереди и более схематично, чем животные. Фигуры неподвижны, в левой руке они держат охотничье оружие. К геометрическим фигурам относятся кресты, шахматки и солнечные лучи.